# Billy Lee Riley
Billy Lee Riley (Pocahontas, 5 oktober 1933 – Jonesboro, 2 augustus 2009) was een Amerikaanse muzikant. Zijn muzikaal spectrum reikte van rockabilly, country en blues tot folk- en rockmuziek. 

## Jeugd
Billy Lee Riley stamde af van Ierse en Indiaanse voorouders en had zeven broers en zussen. Hij bracht zijn jeugd door in Osceola en Forrest City, waar hij werkte op de katoenvelden. Op 7-jarige leeftijd leerde hij mondharmonica spelen. Als knaap begon hij gitaar te spelen. Naast de gebruikelijke landelijke countrymuziek werd Riley sterk beïnvloed door de blues van de meeste zwarte landarbeiders. Op 10-jarige leeftijd beëindigde Riley zijn schoolopleiding om te gaan werken op de velden. Vijf jaar later meldde hij zich vrijwillig voor de militaire dienstplicht, waar hij tijdens zijn diensttijd een band oprichtte die voornamelijk oude hillbillymuziek speelde, de voorganger van de country.

## Carrière
Na zijn legertijd in 1953 verhuisde hij na een kort oponthoud in Jonesboro naar Memphis. Al in Jonesboro had hij in de countryband C.D. Tennyson & his Happy Valley Boys gespeeld. In Memphis had hij contact met Jack Clement, met wie hij direct daarna lid werd van de band van Slim Wallace. Overdag werkte hij als vrachtwagenchauffeur en 's avonds trad hij op in bars en kroegen. Toen Wallace in 1956 het label Fernwood Records oprichtte, kreeg Riley de kans om samen met Johnny Bernero achter de drums een demo-opname op te nemen van zijn song Trouble Bound. Jack Clement bracht de opnamen naar Sam Phillips, de eigenaar van Sun Records. Het label had al succesvolle muzikanten onder contract, onder wie Elvis Presley, Carl Perkins en Johnny Cash, en stond bekend voor de zogeheten Sun Sound, de rockabilly.
Phillips gaf Riley een contract. Samen met zijn eigen band, waartoe later de tot dan toe onbekende Jerry Lee Lewis behoorde, nam hij in de Sun studio zijn eerste single Rock With Me Baby / Trouble Bound op. Hoewel deze in commercieel opzicht een miskleun was, ondernam Riley met andere Sun-artiesten een omvangrijke tournee door de zuidelijke staten. Zijn volgende singles, waaronder Flyin' Saucer Rock'n'Roll brachten evenmin het gewenste succes. Intussen was Jerry Lee Lewis, die aan een solocarrière was begonnen, vervangen door de pianisten Jimmy Wilson en Charlie Rich. Maar toen met Rileys single Red Hot het commerciële succes begon, liet Phillips hem vallen om Jerry Lee Lewis te promoten, die net in de hitparades kwam met Great Balls of Fire.
Riley werkte als sessiemuzikant mee op veel klassieke Sun-opnamen en bracht tot 1959 vijf verdere singles onder zijn naam uit. Tussendoor nam hij ook Is That All to The Ball, Mr. Hall / Rockin' On The Moon uit voor Brunswick Records. Echte hits bleven echter uit, ook toen Red Hot regionaal goed verkocht.
In 1959 verliet hij Sun Records en richtte hij zijn eigen label Rita Records op, dat met Mountain of Love (1960) van Harold Dorman een hit scoorde.
In 1962 verhuisde Riley naar Los Angeles, waar hij werd gecontracteerd bij Mercury Records.
Zijn eigen country-, soul-, blues- en rockplaten voor Rita Records, Mojo Records, Pen Records, GNP Crescendo en een reeks andere labels verkochten tijdens de jaren 1960 niet echt goed. Niettemin werd zijn lp Funk Harmonica (1966), waarop hij actuele folkrockhits op de mondharmonica coverde, als folkhits ook in Duitsland gepubliceerd. In hetzelfde jaar was hij verhuisd naar Atlanta. Tijdens de jaren 1960 was hij dankzij zijn mondharmonicaspel een veelgevraagde begeleidings- en studiomuzikant.
Gedurende de door Elvis Presleys dood ontketende rockabillyrevivals werd Riley de bekendste rockabillymuzikant. Sindsdien werd hij door fans wereldwijd vereerd als levende rockabillylegende en trad hij regelmatig op op internationale rockabillyfestivals.
Bob Dylan haalde hem in 1992 terug op het podium. Toentertijd knoopte Riley weer aan met de blues, die zijn muzikale jeugd had beheerst. Sindsdien groeiden Riley's aanzien, bekendheid en succes. Voor zijn bluesalbum «hot damn!» werd hij in 1997 genomineerd voor een Grammy Award. Op de cover en in het booklet presenteerde hij zich met een Gibson Blueshawk om belangstelling voor het nieuwe e-gitaarmodel op te wekken. Maar het omgekeerde gebeurde, doordat het gepresenteerde instrument de aandacht vestigde op Riley en zijn muziek. Door de foto's werd Rileys album «hot damn!» door de Gibson Blueshawk-gemeenschap opgemerkt en de vroegere rockabillyster als interessante bluesmuzikant ontdekt. Daarna werd zijn tot dan toe tot het rockabillycircuit beperkte bekendheid aan het eind van 2006 verbreed door een 1 uur durend Spielräume-Spezial-radioportret, dat Riley's wisselvallige leven en veelzijdige werk in de Duitstalige regio als een uitvoerige publiciteit voorgesteld had.

## Overlijden
In 2009 werd bekend dat Riley aan kanker leed. Op 2 augustus van datzelfde jaar overleed hij op 75-jarige leeftijd in het St. Bernards Medical Center in Jonesboro aan de gevolgen van de ziekte. Rileys dood veroorzaakte binnen het rockabillycircuit grote verbijstering. De rockabillyradio zond een Billy Lee Riley-specialshow uit van hun Weekly Jamborees. In augustus 2009 vond in Newport een tributeconcert plaats ter ere van Riley, waarop rockabillysterren als Sonny Burgess & the Pacers, W.S. Holland, Ace Cannon, Carl Mann, Larry Donn, Dale Hawkins en Rileys vroegere drummer Jimmy Van Eaton optraden.

## Discografie

### Albums
- 1962: Harmonica & the Blues, Crown
- 1964: Big Harmonica Special, Mercury Records
- 1965: Harmonica Beatlemania, Mercury Records
- 1965: Whiskey a Go Go Presents, Mercury Records
- 1966: Funk Harmonica, GNP Records
- 1966: In Action, GNP Records
- 1968: Southern Soul, Mojo; reissued, Cowboy Carl, 1981.
- 1977: Legendary Sun Performers: Billy Lee Riley, Charly
- 1978: Sun Sound Special: Billy Lee Riley, Charly
- 1978: Vintage, Mojo
- 1981: Southern Man
- 1992: 706 Reunion, Sun-Up
- 1992: Blue Collar Blues, Hightone
- 1994: Classic Recordings 1959–1960, Bear Family Records
- 1995: Rockin' Fifties, Icehouse
- 1997: hot damn!, Capricorn
- 1998: Very Best of Billy Lee Riley: Red Hot, Collectables
- 1999: Shade Tree Blues, Icehouse
- 2002: One More Time, Sun-Up
- 2003: Hillbilly Rockin' Man, Reba Records
- 2009: Still Got My Mojo, Rhythm Bomb Records
- 2009: The many Sides of … (Best Of Billy's Blues), Rhythm Bomb Records
- 2010: The Mojo Albums, Bear Family Records
- 2010: The Outtakes, Bear Family Records

- Bibliothèque nationale de France: cb13986014x (data)
- Gemeinsame Normdatei: 134606698
- International Standard Name Identifier: 0000 0000 5519 7008
- Library of Congress Control Number: n92116199
- MusicBrainz: 1721d81d-1207-48ce-add0-ecf141d5f84e
- SNAC: w6gs2bg8
- Virtual International Authority File: 76509634
- WorldCat: E39PBJjhytJjGgHQmPyCvJbyBP